# Horace Lindrum
Horace Lindrum, född 15 januari 1912 i Paddington utanför Sydney, Australien, död 20 juni 1974 i Dee Why utanför Sydney, Australien, var en australiensisk snookerspelare. Han var brorson till Walter Lindrum, världsmästare i biljard.
Lindrum blev professionell omkring 1931 vid en tid då snookersporten dominerades av engelsmannen Joe Davis. 1936 och 1937 gick han till final i världsmästerskapen i snooker, men förlorade båda gångerna mot Davis. Flera gånger slog Lindrum doch världsrekord i att göra höga breaks: Han var den förste i världen som gjorde breaks på 131, 133, 139 och 141. Efter år 1940 gjordes ett uppehåll i snooker-VM för andra världskriget. När VM återupptogs 1946 gjorde Joe Davis sitt allra sista VM och slog då åter Horace Lindrum i finalen. Efter detta VM lämnades fältet öppet för övriga spelare, däribland Lindrum.
De närmaste åren kom dock att domineras av Joe Davis' yngre bror Fred Davis och skotten Walter Donaldson. Det skulle dröja till 1952 innan Lindrum fick gå en match om VM-titeln, mot nyzeeländaren Clark McConachy. Lindrum vann med 94 frames mot 49 i den längsta VM-match i snooker som någonsin spelats. Resten av världen tog dock denna VM-titel med en axelryckning. Lindrum och McConachy var de enda två deltagarna i VM-turneringen, som var den sista som anordnades av det gamla förbundet BA&CC. Övriga toppspelare deltog istället i World Matchplay, en fristående turnering som inte styrdes av förbundet. World Matchplay anses av många vara det "riktiga" VM:et detta år, men det är Lindrum som står som den officiella världsmästaren i historieböckerna.
Lindrum är därmed tillsammans med kanadensaren Cliff Thorburn den ende från utanför Brittiska öarna som vunnit VM i snooker.

## Titlar
- VM (BA&CC) - 1952